# Cala Escorxada
La Cala Escorxada està situada a l'illa de Menorca i concretament al Sud del municipi d'Es Migjorn Gran.
Des Migjorn Gran a la cala hi ha 8 quilòmetres. Està situada entre les puntes de Sant Antoni i de s'Avi.
Forma part de l'ANEI Sud de Menorca que va des de Cala Mitjana a Binigaus.
L'arena és fina i blanca i l'aigua, cristal·lina.
Per arribar s'ha d'anar caminant des de Cala Mitjana, passant per Cala Trebalúger i Cala Fustam o bé es pot accedir amb barca.